# Clorotionita
La clorotionita és un mineral de la classe dels sulfats. Rep el seu nom en al·lusió a la seva composició química, que conté clor i sofre (tio-).

## Característiques
La clorotionita és un sulfat de fórmula química K₂Cu(SO₄)Cl₂. Cristal·litza en el sistema ortoròmbic. Apareix en forma d'incrustacions cristal·lines. La seva duresa a l'escala de Mohs és 2,5.
Segons la classificació de Nickel-Strunz, la clorotionita pertany a «07.BC: sulfats (selenats, etc.), amb anions addicionals, sense H₂O, amb cations de mida mitjana i gran», juntament amb els minerals següents: d'ansita, alunita, amonioalunita, amoniojarosita, argentojarosita, beaverita-(Cu), dorallcharita, huangita, hidroniojarosita, jarosita, natroalunita-2c, natroalunita, natrojarosita, osarizawaïta, plumbojarosita, schlossmacherita, walthierita, beaverita-(Zn), ye'elimita, atlasovita, nabokoïta, euclorina, fedotovita, kamchatkita, piypita, klyuchevskita, alumoklyuchevskita, caledonita, wherryita, mammothita, linarita, schmiederita, munakataïta, chenita, krivovichevita i anhidrocaïnita.

## Formació i jaciments
La clorotionita apareix en forma de sublimats al voltant de les fumaroles volcàniques. Va ser descoberta l'any 1872 al Vesuvi (Província de Nàpols, Campània, Itàlia). També ha estat descrita al Tolbàtxik (óblast de Kamtxatka, Rússia).